# Егоров, Николай Георгиевич
Николай Георгиевич Егоров (февраль 1893 — 3 июля 1937) — комбриг РККА, начальник 1-й Советской объединённой военной школы имени ВЦИК с июля 1932 года.

## Биография

### Первая мировая и Гражданская войны
Родился в Москве в семье рабочего полотёра. Русский. Окончил в 1906 году городское училище, работал на фабриках и мелких предприятиях Москвы и Санкт-Петербурга в качестве полотёра и истопника. В рядах Русской императорской армии с ноября 1913 года, окончил учебную команду. Участвовал в Первой мировой войне, служил канониром (рядовым) артиллерии на острове Эзель и в гирле Дуная. В феврале 1917 года произведён в прапорщики, был командиром взвода 3-й батареи отдельного морского Балтийского артиллерийского дивизиона.
После Февральской революции участвовал в демократизации армии, член РКП(б) с июня 1917 года. Октябрьскую революцию встретил в Измаиле, назначен комиссаром речных сил Дуная; с ноября 1917 года в Красной гвардии. Участник боёв в Бессарабии против румынских войск, с января 1918 года исполнял обязанности военного комиссара мобилизационного отдела Военно-революционного штаба 6-й армии в Одессе, а также был членом армейского комитета 6-й армии. Был ранен.
С апреля 1918 года — в рядах РККА. Участник боёв против гайдамаков в Бессарабии, против войск генерала Каледина под Таганрогом, войск генерала Деникина и других войск Белого движения. Инструктор по организации артиллерийских частей при военном комиссариате Москвы с апреля 1918 года, заведующий складом оружия маршевого батальона при том же военкомате с мая 1918 года, командир маршевого батальона с июня по сентябрь 1918 года. Командир батальона 21-го Московского сводного полка с сентября 1918 по март 1919 годов, помощник командира 123-го стрелкового полка с марта по апрель 1919 года, командир 121-го стрелкового полка с мая по сентябрь 1919 года, командир 41-й бригады 14-й стрелковой дивизии с сентября 1920 года. Трижды ранен в боях, участник подавления восстания имама Гоцинского в Дагестане.

### Послевоенные годы
С сентября 1921 года Егоров — командир 4-й отдельной Кавказской стрелковой бригады. Участник подавления восстания в Ленкоранском уезде Азербайджана. Согласно аттестации на Егорова, подписанной командующим ОКА А. И. Геккером, Егоров характеризовался как «живой, решительный, храбрый, энергичный начальник, отличный боевой командир». В июне 1922 года стал командиром 1-го Кавказского стрелкового полка, с ноября 1922 по август 1924 годов — слушатель Высшей тактическо-стрелковой школы командного состава «Выстрел» (отделение старшего комсостава), во время учёбы исполнял обязанности ответственного секретаря ячейки ВКП(б) в школе.
В сентябре 1924 года назначен помощником командира 1-й Кавказской стрелковой дивизии, с октября того же года командир (также военный комиссар с июня 1925 года) 1-го Кавказского стрелкового полка имени ЦИК Аджаристана; кандидат в члены Закавказского и Аджарского ЦИК в 1925—1926 годах. В 1926—1929 годах был слушателем основного факультета Военной академии имени М. В. Фрунзе, в июне 1929 года — начальник учебного отдела Объединенной военной школы имени ВЦИК, с апреля 1931 года — исполняющий должность начальника школы, утверждён её начальником в июле 1932 года.
Награжден орденом Красного Знамени приказом РВСР № 201 от 12 июня 1921 года с формулировкой «за то, что в бою 25 и 26 января 1921 г. под аулом Гергебиль он, под действительным огнем противника, лично руководил боевой работой вверенных ему частей и своей храбростью, мужеством и крайним упорством заставил врага сдаться». Проживал в Москве, в Доме правительства (улица Серафимовича, дом 2), квартира 129.

### Репрессии
3 апреля 1937 года комбриг Егоров был арестован. 3 июля 1937 года Военная коллегия Верховного суда СССР признала его виновным в участии в военно-террористическом заговоре и приговорила к высшей мере наказания — расстрелу. Приговор приведён в исполнение в тот же день. Егоров был похоронен на Донском кладбище в Москве в могиле 1. 17 ноября 1956 года определением Военной коллегии от 17 ноября 1956 года посмертно реабилитирован.